# Ḥāŷŷ Ŷāʿiš
al-Hayy Yais, o según la romanización avanzada Ḥāŷŷ Ŷāʿiš (Mālaqa, siglo XII), fue un ingeniero y geómetra andalusí. Se conoce muy poco de su vida personal, aunque se le atribuyen diversas construcciones y obras públicas. Colaboró en la construcción de la Mezquita de la Kutubía, en Marrāquesh, y cerca de esta ciudad planeó la construcción de la Mezquita de Tinmel. Junto con Ahmad Ben Baso, dirigió en 1160 la construcción de la villa de Ŷabal Tāriq, terminada un año después. Sirvió al califa Abd al-Mumin, fundador de la dinastía almohade, y se trasladó a Qurṭuba para restaurar los Reales Alcázares. Destacan sus trabajos de ingeniería hidráulica, como la restauración de un canal romano desde Qarmuna hasta Ishbilia. Hayy Yais es considerado un erudito de su época.